# Walter Kirn
Walter Kirn (Akron, 3 agosto 1962) è uno scrittore statunitense.

## Biografia
Nato nel 1962 a Akron, nell'Ohio, vive e lavora a Livingston, nel Montana.
Laureatosi all'Università di Princeton nel 1983 e all'Università di Oxford due anni dopo, nel 1990 ha esordito nella narrativa con la raccolte di 13 racconti My Hard Bargain. 
In seguito ha pubblicato sette opere fornendo il soggetto per due pellicole, Thumbsucker nel 2005 e Tra le nuvole nel 2009.
Saggista e critico letterario oltre che romanziere, suoi articoli sono apparsi sul New York Times Magazine, GQ, Vogue ed Esquire.

## Opere principali
- My Hard Bargain: Stories (1990)
- She Needed Me (1992)
- Thumbsucker (1999)
- Tra le nuvole (Up in the Air, 2001), Milano, Rizzoli, 2001 traduzione di Maria Baiocchi e Anna Tagliavini ISBN 978-88-17-03788-4.
- Mission to America (2005)
- The Unbinding (2006)
- Lost in the Meritocracy: The Undereducation of an Overachiever (2009)
- Blood Will Out (2013)

## Adattamenti cinematografici
- Thumbsucker - Il succhiapollice (Thumbsucker), regia di Mike Mills (2005)
- Tra le nuvole (Up in the Air), regia di Jason Reitman (2009)